# Repoussoir
Repoussoir (fra fransk repousser "trænge tilbage" eller "skubbe tilbage") er en teknik anvendt i billedkunst, hvor et større objekt placeret i forgrunden trænger baggrunden tilbage, hvilket giver en oplevelse af  dybde i billedet.

## Teknikken
Dybden i billedet skabes ved, at repoussoir-objektet, der er placeret i forgrunden, er betydeligt større end andre objekter i billedet. De andre objekter ser derved ud, som om de trænges langt tilbage ind i billedets baggrund.
Hermed trækkes beskuerens øje fra objektet i forgrunden og dybt ind i billedet baggrund.
Repoussoir-objektet er typisk et stykke arkitektur eller et træ, men kunne også være et menneske eller et dyr. Objektet er også gerne mørkere eller en helt sort silhuet i forhold til den lysere baggrund.
Teknikken giver en mere interessant komposition end typiske panorama-billeder, hvor beskuerens øje glider over den ensartede forgrund og baggrund uden at hæfte sig ved nogen objekter.

## Historie
Repoussoir-teknikken har været anvendt af kunstnere siden barokken og kan især findes hos hollandske landskabsmalere fra det 17. århundrede. Jacob Isaacksz van Ruysdael yndede at bruge repoussoir i sine landskaber ved at placere et træ i den ene kant af maleriet.
I stedet for træer brugte malere som Paolo Veronese, Peter Paul Rubens og impressionisterne som Gustave Caillebotte menneskefigurer som repoussoir i deres billeder.. I Danmark blev teknikken brugt af bl.a. Johan Thomas Lundbye.
I dag kan teknikken med fordel bruges i fotografi og anden billedkunst til at skabe dybde og rumlighed.
- Eksempler på repoussoir i malerier
- Jacob Isaacksz van Ruysdael, Landskabet ved Egmond aan Zee (1648, Currier Museum of Art). Træet i venstre side skubber baggrunden længere væk, hvilket giver en oplevelse af dybde, når vi betragter billedet.
- Johan Thomas Lundbye En gravhøj fra oldtiden ved Raklev på Refsnæs (1839, Thorvaldsens Museum). Den store gravhøj i forgrunden får landskabet i baggrunden til at virke utrolig fjern.
- Gustave Caillebotte. Gade i Paris på en regnvejrsdag (1877, Art Institute of Chicago). Gruppen af mennesker med paraplyer i forgrunden er med til at skubbe baggrunden længere væk, så vi oplever en dybdeeffekt i billedet, hvor bygningerne i baggrunden ydermere er underlagt voldsomt karikerede perspektiviske linjer.